# 에이바 미셸
에이바 미셸(영어: Ava Michelle, 2002년 4월 10일 ~ )은 미국의 배우, 댄서이다. 라이프타임의 리얼리티 쇼 《댄스 맘스》의 4~6시즌에 출연하여 알려졌다. 넷플릭스 오리지널 영화 《톨 걸》의 주인공 조디 역으로 출연하였다.

## 출연 작품
- 톨 걸 (2019) - 조디 역